# Cetiosauridae
Cetiosauridae — родина рослиноїдних ящеротазових динозаврів, що існувала у пізній юрі (178—161 млн років тому). Хоча традиційно вважалося, що це сміттєвий таксон, деякі дослідження визначають її природною кладою.

## Опис
Цетіозавриди були важкими завроподами, які не мали порожнистих просторів у хребцях, щоб полегшити їхню вагу. Крім того, вони не могли стояти на задніх лапах, як пізніші завроподи.